# 펠릭스 로흐
펠릭스 로흐(독일어: Felix Loch, 독일어 발음: [ˈfeːlɪks ˈlɔx], 1989년 7월 24일~)는 독일의 루지 선수이다. 2008년 세계 선수권 대회에서 우승한 이후 여러 차례 세계 선수권을 제패하고 2010년과 2014년 동계 올림픽에서 금메달을 획득하는 등 세계적인 루지 선수로 활약했다.